# Andreja
Andreja ist ein Vorname.

## Herkunft und Bedeutung
Der Name ist die weibliche Form des vor allem im Kroatischen und Slowenischen verwendeten Namens Andrej.
Im Serbischen ist es ein männlicher Vorname – hier eine abgeleitete Form von André.

## Bekannte Namensträgerinnen
- Andreja Klepač (* 1986), slowenische Tennisspielerin
- Andreja Koblar (* 1971), slowenische Biathletin
- Andreja Mali (* 1977), slowenische Biathletin und Skilangläuferin
- Andreja Nikl (* 1985), slowenische Fußballspielerin
- Andreja Pejić (* 1991), australisches Model
- Andreja Schneider (* 1964), deutsche Sängerin und Schauspielerin
- Andreja Slokar (* 1997), slowenische Skirennläuferin
- Andreja Vodeb (* 1979), slowenische Beachvolleyballspielerin